# Termoelektrana Plomin
Termoelektrana Plomin – elektrownia opalana węglem kamiennym, znajduje się na wschodnim wybrzeżu Półwyspu Istria, koło miejscowości Plomin w Chorwacji. Elektrownia składa się z dwóch bloków cieplnych TE Plomin 1 i TE Plomin 2. Współwłaścicielem elektrowni jest chorwackie przedsiębiorstwo energetyczne HEP i niemieckie przedsiębiorstwo RWE. W skład infrastruktury elektrowni wchodzi 340-metrowy komin, będący najwyższą konstrukcją w Chorwacji.